# Brad Arbon
Bradley Arbon ist ein US-amerikanischer Footballtrainer und ehemaliger -spieler.

## Laufbahn
Der aus Centerville (US-Bundesstaat Utah) stammende Arbon spielte an der Woods Cross High School, hernach 1996 auf der Position des Fullbacks am Eastern Arizona College sowie 1997 und 1998 an der Boise State University. Er arbeitete in den Vereinigten Staaten ab 1999 zunächst als Assistenztrainer am Snow College in Utah.
Arbon ging in die höchste deutsche Spielklasse, die GFL, und verstärkte dort die Marburg Mercenaries. 2003 wechselte er bei den Hessen ins Cheftraineramt und übte diese Tätigkeit bis 2007 aus. Im Juni 2005 gewann seine Mannschaft den Europapokalwettbewerb EFAF Cup. 2006 wurde Marburg unter seiner Leitung deutscher Vizemeister. 2004, 2005 und 2007 erreichte Arbon mit der Mannschaft jeweils das GFL-Halbfinale. Mitte Juli 2007 spielten die Marburger unter Arbons Führung im Eurobowl, mussten sich dort jedoch den Vienna Vikings geschlagen geben.
Arbon ging in sein Heimatland zurück und arbeitete 2008 und 2009 als Assistenztrainer der Hochschulmannschaft der University of Utah.
Bei den EM-Turnieren 2010 und 2014 sowie bei der WM 2011 war er für die Koordinierung des Angriffsspiel der deutschen Nationalmannschaft zuständig, wobei die Deutschen 2010 und 2014 jeweils Europameister wurden und die Weltmeisterschaft im Jahr 2011 auf dem fünften Platz abschlossen.
Ab Herbst 2012 gehörte er zum Trainerstab des Regionalligisten Holzgerlingen Twister. Von Juli 2015 bis 2017 war Arbon Cheftrainer der polnischen Nationalmannschaft.